# Padang (Singapore)
1. RIVNIA Singapore National Cricket Ground